# Ruhrkopf

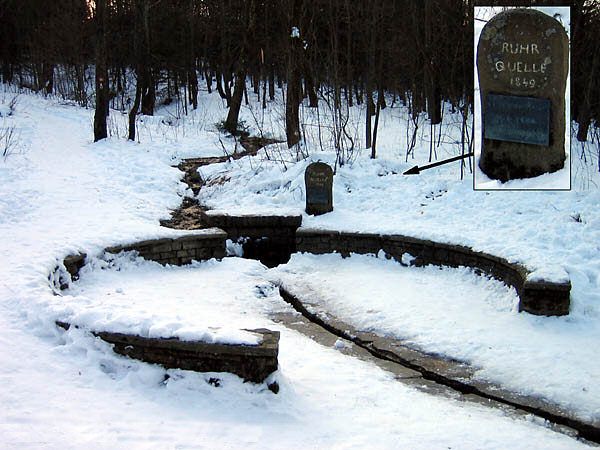
Steinrondell, etwas unterhalb der eigentlichen Ruhrquelle am Ruhrkopf

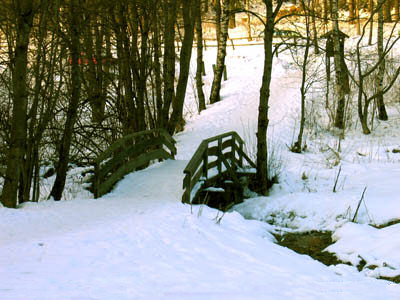
Erste Ruhrbrücke, zwischen Rondell und Parkplatz Ruhrquelle (Hintergrund) an nach Küstelberg führender L 740

Der Ruhrkopf bei Elkeringhausen im nordrhein-westfälischen Hochsauerlandkreis ist ein 696,3 m ü. NHN hoher Berg des Rothaargebirges. Auf dem Berg liegt die Ruhrquelle.

## Geographie

### Lage
Der Ruhrkopf liegt im Norden des Rothaargebirges im Naturpark Sauerland-Rothaargebirge. Sein Gipfel erhebt sich etwa 3 km nordöstlich von Winterberg und rund 1,5 km (je Luftlinie) nordwestlich von dessen Ortsteil Elkeringhausen. Der Berg ist Teil der generell über 600 m hoch liegenden Winterberger Hochfläche, so dass sein im Wald versteckter Gipfel nur als sanft ansteigende Kuppe zu erkennen ist. An seinem Nordosthang liegt auf 666,5 m Höhe die Ruhrquelle als Ursprung des Rhein-Nebenflusses Ruhr, und seine Südostflanke fällt in das Tal des Eder-Zuflusses Orke ab. Am Berg liegt auch der Geschützte Landschaftsbestandteil Quellregion Kohlseifen.

### Naturräumliche Zuordnung
Der Ruhrkopf gehört in der naturräumlichen Haupteinheitengruppe Süderbergland (Nr. 33) in der Haupteinheit Rothaargebirge (mit Hochsauerland) (333) und in der Untereinheit Winterberger Hochland (333.5) zum Naturraum Harfeld (Winterberger Hochmulde) (333.56).

### Rhein-Weser-Wasserscheide
Über den Ruhrkopf verläuft die langgestreckte Rhein-Weser-Wasserscheide: Während die Ruhr in Richtung Westen fließt und schließlich in den Rhein mündet, fließt das Wasser der nur kurzen Bäche, die am Südosthang des Bergs entspringen, in die Orke. Diese wiederum entspringt etwas weiter östlich am Reetsberg und verläuft anfangs in westliche, dann aber in östliche Richtungen in die Eder, deren Wasser durch die Fulda in die Weser mündet.

## Freizeitgebiet
Nordöstlich unterhalb des Ruhrkopfs beginnt der etwa 240 km lange Ruhrhöhenweg, ein Wanderweg des Sauerländischen Gebirgsvereins, der von der Ruhrquelle entlang der Ruhr bis zu deren Mündung in den Niederrhein bei Duisburg führt.
Vorbei an Ruhrkopf und -quelle führt der Abschnitt Küstelberg–Winterberg des rund 154 km langen Rothaarsteigs, einem hauptsächlich auf dem Hauptkamm des Rothaargebirges verlaufenden Wanderweg. Am Berg befinden sich zwei Skilifte und Skipisten.